# Promops
Promops (Gervais, 1856) è un genere di pipistrelli della famiglia dei Molossidi.

## Descrizione

### Dimensioni
Al genere Promops appartengono pipistrelli di piccole dimensioni, con lunghezza della testa e del corpo tra 60 e 90 mm, la lunghezza dell'avambraccio tra 43 e 63 mm, la lunghezza della coda tra 45 e 75 mm e un peso fino a 17,2 g.

### Caratteristiche craniche e dentarie
Il cranio è corto, largo con un rostro breve, elevato ed allo stesso livello della scatola cranica. Il palato è notevolmente arcuato. Sono privi dell'apertura palatale tra gli incisivi superiori, i quali sono in contatto tra loro. I molari hanno la struttura delle cuspidi incompleta.
Sono caratterizzati dalla seguente formula dentaria:

### Aspetto
Le parti dorsali variano dal bruno-grigiastro al nerastro, mentre quelle ventrali sono alquanto più chiare. Il muso è elevato e compresso lateralmente, le narici sono situate in punta, sono molto ravvicinate e si aprono frontalmente, il labbro superiore è privo di pieghe cutanee. Le orecchie sono piccole, unite anteriormente alla base dove è presente una cresta di lunghi e spessi peli, il trago è piccolo e nascosto dietro l'antitrago il quale è grande e solitamente di forma semi-circolare. Le ali sono lunghe e strette. La coda è lunga, tozza e si estende ben oltre l'uropatagio. Sono presenti delle sacche golari.

## Distribuzione
Il genere è diffuso in America Centrale e meridionale.

## Tassonomia
Il genere comprende 2 specie.
- Promops centralis
- Promops nasutus